# 陳嘉庚
陳 嘉庚（ちんかこう、福建語発音：タン・カーキー、普通話発音：チェン・チアコン）は、中国・英領マラヤの実業家・政治家。1874年に福建省泉州府同安県に生まれ、1891年にシンガポールへ移住。1909年に本格参入したマレー半島におけるゴム業で財をなし、南洋華僑の巨頭として胡文虎と並び称された。1911年の辛亥革命では福建革命軍政府を支援しシンガポールの福建省出身華人の代表的存在として知られるようになった。教育事業にも注力し、郷里の福建省に1912年以降集美学校、1923年に廈門大学を創設するなどした。世界恐慌によるゴム業の衰退を受けて祖国(中国）救援運動に傾斜し、1938年10月に結成された南洋華僑籌賑祖国難民総会（NCRGA、南僑総会）の主席として国民政府を支援した。政治的には無党無派を旨としたが、1940年以降国民政府への批判・民主化要求を強め、革新的主張から戦後の華人社会からは疎外されて、1949年に中国へ帰郷。その後は郷里である福建省・アモイの開発事業や教育・福利施設の運営に注力した。

## 経歴

### 生い立ち
1874年、福建省泉州府同安県集美社（現：福建省廈門市集美区）の生まれ。陳の父は単身シンガポールへ移住し、家族に生活費を仕送りしていたとされている。

### ゴム業
1891年、17歳でシンガポールの父の許へ移住し、父の米問屋を手伝う。
1905年、山地500エーカーを購入し、パイナップルを植樹。このとき試験的にゴムの苗を購入してパイナップル園内に植えたことがゴム業参入の契機となる。
1909年、農園を35万元でイギリス人に売却し、改めて数千エーカーの土地を購入してゴムのみを植樹し、本格的にゴム栽培に参入。1916年にはパイナップル工場の一角と精米所をゴム製造工場に改築し、1921年にはゴム製品工場を設立してタイヤ、レインコート、ゴム靴などを製造、東南アジアから中国本国、遠くはカナダにまで販路を広げた。
1921年から1926年にかけて、陳の事業は最盛期を迎え、ゴム園の面積は16千エーカー、社員数は6,000人、支店数は80店舗に上った。1909年から1926年頃までの、マレー半島における華僑によるゴム業の最盛期にあって、陳は最大のゴム栽培業者であり、また最大のゴム製造業者であった。陳はゴム王と呼ばれた。

### 辛亥革命と政治活動
1910年、陳は林義順の勧誘を受けて孫文の中国革命同盟会星洲支部に参加し、これが政治活動参画の端緒となった。
翌1911年の辛亥革命時にはシンガポール天福宮（のちの福建会館）の役員となり、同年11月13日に創設された福建保安会の主席として福建革命軍政府（都督：孫道仁）への募金運動を推進、シンガポール在留華人による他の方言団体を上回る募金成績を挙げ、福建人会の代表者として知られるようになった。
1913年夏頃、反袁運動に敗れた孫文が日本へ亡命し、英国政府の政治活動取締りが厳格化すると、華僑社会における孫文支持熱は急速に低下し、福建人会における陳の活動も政治を離れ学校教育事業へ傾倒した。

### 教育・慈善活動
1906年以降、陳はシンガポールの在留福建人のために道南学校などの小・中学校や師範学校を創設した。
1912年、故郷の福建省泉州府同安県集美に集美学校という小学校を設立し、その後校舎を増築して中等部、専門部、高等部を併設。
1917年には林義順らと共にシンガポールに南洋華僑中学を開設している。
1919年には郷里に同安教育会という教育振興財団を設立し、弟の陳敬賢に運営を委任して学校施設の充実をはかり、また同年シンガポールで謙愛樹膠公会という同族組織の財団を創設し、社会福祉・教育進行のため寄付を推進した。
1923年には廈門市郊外演武亭の公有地の無償払下げを受け、私財を投じて建築費100万元と25年間の運営費300万元を負担し、廈門大学を創設した。

### 怡和軒クラブと『南洋商報』
1923年、陳はシンガポールで福建人会「怡和軒クラブ」（会員100余名）を結成して1941年までの19年間のほとんどの間、同クラブの会長を務め、1929年には会員1,000余名のシンガポール福建会館の主席となった。
また1923年9月には日刊新聞『「南洋商報」』を創刊している。
この間、英国政庁は海峡植民地における華人の政治活動を厳格に取り締まっており、陳は政治的には無党無派の立場を貫いて英国政庁の方針に対し協力的な立場をとっていた。
- 1928年-29年、日本軍の山東出兵に際して同地の戦災難民救済のため募金を行い、134万シンガポール・ドルを寄付したが、南洋共産党の政治活動とは一線を画していた[18]。
- 1931年に満州事変が勃発し、シンガポール中華総商会（英語版）とマラヤ共産党が日貨排斥運動を展開した際には、陳は運動への積極的な参加を避けた[18]。

### ゴム業の行き詰まり
1926年秋頃から華僑によるゴム業は次第に衰退し、欧州人のゴム園が増加、1929年からの世界恐慌によって需要が落ち込み、生産過剰によりゴムの価格は暴落、華僑ゴム業者の倒産が相次いだ。資本をゴム業に集中投下していた陳への打撃も大きく、またパイナップル工場の経営も行き詰まり、1933年2月に陳嘉庚公司は破産に至った。ゴム園経営が行き詰まると、陳はゴム園経営を陳六使と陳文確の兄弟に委ね、南洋華僑による祖国難民救済運動に注力するようになった。

### 祖国難民救済運動

#### 南僑総会（NCRGA）
1929年、中国国民政府は、陳を中央僑務委員会の名誉顧問に任命し、1935年には学校教育振興の功労を表彰して勲二等に叙勲して、陳の支援を促していた。1936年に陳は、国民政府からの「南洋華僑による軍用機製造費の献納」要求に対して「蔣介石の生誕祝賀募金」の名目で募金総額を寄付。1937年には胡文虎とともに国民参政会の委員に任命された。
1937年に日中戦争が始まると、シンガポールで祖国救援運動、特に籌賑会の活動を主導し、翌1938年8月15日にシンガポール華僑籌賑祖国難民大会（SCCRGA: Singapore Chinese China Relief General Association）を組織、国民政府からの勧告を受けてその年の10月10日に東南アジアの華僑代表が集まって結成された南洋華僑籌賑祖国難民総会（NCRGA: Nangyang Chinese Relief General Association: 南僑総会）の主席に選ばれた。籌賑会は救国公債の募集、難民救済のスローガンの下、中華総商会や各地の郷党会を通じて資金・物資を集め、援助資金・物資として中国の国民政府に送るとともに、英領マラヤで日貨排斥などの排日運動を展開し、抗日救援活動を続けた。
陳は、英国政庁の僑務担当官ジョーダンの顧問となり、同担当官の補佐で福建人の孫崇瑜を通じて英植民地当局の「中国軍への軍事費援助にあたる募金運動は許可しない」「在留日本人との共存関係を損なう排日政治運動は許可しない」という行政方針に協力、募金の使途を難民救済のための社会福祉活動に限定し、シンガポールで活動する中国国民党支部やマラヤ共産党から距離を置き、1939年秋には欧州戦線の英軍傷病兵救済のためとして李光前の募金団体を通じて2万シンガポール・ドルを英国政庁に寄付するなどしてトーマス総督の信頼を保持し続け、英国政庁の弾圧を免れた。

#### 国民政府との対峙
1933年、陳は、僑務委員会を通じて親交を深めた蔡廷鍇の福建第19路軍（軍長・蔡）と福建人民革命政権（主席・李済深）のために福建省債の購入運動を推進し、国民政府に批判的な郷土の革新勢力を支援した。
1940年2月には、NCRGAが援蔣ルートの物資輸送と公路補修のために派遣した奉仕団が国民政府官僚の酷使に耐えられず相次いで脱走していたことから、要員43名の派遣を中止した。
1940年3月、NCRGAの祖国慰問団に参加。重慶で国民政府官僚の汚職・腐敗や献金が使途不明となっている実態を知って失望し、その後訪れた延安で、共産党の厳正な規律を賞賛し、同地で抗日宣伝工作をつづけていたアモイ大学の学生たちを激励した、とされる。

#### 陳儀批判
1940年秋に陳は郷里の福建省を訪問したが、このとき福建省長の陳儀が南洋華僑の献金を着服し、また留守家族が重税にあえいでいることを知り、蔣介石宛に陳儀の省長解任を求める文書を送付。
その後も陳は募金活動に中心的な役割を果たし、1940年10月にNCRGAは募金2億元余を国民政府に献納しているが、帰南後は抗日運動をややトーンダウンさせ、籌賑運動に懐疑的な態度をとるようになったともいわれている。
翌1941年3月末にシンガポールで開催されたNCRGAの第2回大会は、福建省内の汚職を告発し、陳儀解任を求める決議文を採択した。同大会に出席していた国民政府の在シンガポール総領事・高凌百は戦時下で国民政府を批判する陳に警告する発言をし、これに反発した大会主催者側が高の大会出席を拒否、高は国民党系の救国公債勧募委員会を組織してNCRGAと対立し、また大会で汚職を告発された呉鉄城も陳を親共分子だと批判した。また客家系の団体組織を統率していた胡文虎も陳のNCRGA主席退任を画策するなど、陳と対立した。

### 抗日と逃亡
1941年12月、太平洋戦争が始まると、陳は同月20日に英トーマス総督と協議し、中華総商会を通じて同月30日にシンガポール華僑抗敵動員総会を結成しその主席に就任、華僑抗日義勇軍を組織して戦線へ送った。
1942年2月、陳はシンガポールの陥落前にシンガポールを脱出して  東部ジャワ・マランの集美学校卒業生の家に潜伏し、終戦まで潜伏生活を続けた。戦時中の日本では陳は「南洋華僑社会の大親分、黒幕」とみなされ、シンガポール華僑粛清事件では、「陳嘉庚の支持者」は処刑対象者とされ、「陳嘉庚を知っているか」との質問に「知っている」と答えて処刑された人がいた。

### 戦後

#### 疎外
戦後、シンガポールに戻った陳は、国民政府に民主化・改革を要求し、1946年6月16日にクアラルンプールで開催されたNCRGAの祖国奉仕団の帰国歓迎会で、国民政府の処遇を非難した引揚者を支持し、伍伯勝総領事と対立。また1948年1月には『南洋商報』の年頭所感の中で国民政府の民主改革を提唱した。こうした陳の主張はシンガポール華人社会から警戒され、陳は華人社会の保守勢力から疎外されるようになった。1946年12月14日にマラヤ連合構想に応じて華人の参政権を主張するため創立されたマラヤ統一行動会議（PMCJA）はマラヤ民主同盟（MDU）の提案を受けて陳と李光前をその名誉会員に推薦したが、中華総商会連合会が陳ら革新勢力との合作を拒否し、1947年初に陳は推薦を辞退した。
1948年6月からマラヤ共産党による反英ゲリラ活動が開始され、英当局が武力鎮圧を強化すると、陳は非合法なゲリラ活動の停止を呼びかけたが、陳の説得に応じる華人は少なくなっていたとされる。

#### 帰郷
1949年に中華人民共和国が成立すると、陳はシンガポールのゴム園や中華学校の経営を陳六使らに託して、中国・福建省に戻った。帰国後の陳は、中国共産党には入党せず、華僑事務の中枢とも距離を置いて、ほとんどの期間を廈門で過ごし、 地域の開発事業や集美大学など地域の教育・福利施設の運営に携わった。

#### 死去
1961年、北京の病院で病没。遺言により遺産300万元は集美学校基金200万元、集美福利施設基金50万元、北京の中国華僑歴史博物館創設費50万元に3分割して寄贈された。

## 人物・評価

### 「愛国老人」
文化大革命の後、1980年代に僑務指導者が復権し、華僑の投資を促進する政策が打ち出される過程で、陳の業績は再評価されるようになり、陳は「祖国を熱愛する崇高な精神の持ち主」であり、「偉大な愛国者、著名な大実業家、熱心な教育事業家」と賞揚されるようになったが、市川 (1984, p. 15)は、陳の経歴はこうした理想像からは遠く、陳は偉大な愛国主義者でも共産主義の指導者でもなかった、としている。

### 華人1世
リー (1987, pp. 10–11)は、陳はマラヤで華僑の抗日闘争を指揮した古参の指導者だったが、中国への帰属意識が強く、マラヤの独立運動に関与し、それによってマラヤに住む華人の権利を守ろうとする意識は希薄だった、と評している。

### 胡文虎との関係
同じ福建省出身の胡文虎とは、胡が客家の出身であることも関係して常に対立していたとされ、1939年7月に天津問題での日英の妥協に抗議するため華僑大会を開催した際には、大会委員会主席だった陳は『南洋商報』に日時を掲載したが胡文虎系の『星洲日報』には日次を発表させなかったために『星洲日報』が紙上で籌賑会を糾弾するなど、反日運動の中で対立が表面化したり、また華僑師範学校の設立問題では、籌賑会の拠出金を設立費用に充てようとした陳に胡が異議を唱え、陳が学校経営を行うことに反対したりしたこともあった。

## 親族
- 娘婿の李光前（英語版）（Lee Kong Chian）は、ゴム事業を継ぎ、中国の対華僑工作に協力した[3]。
- 弟の李玉栄（Lee Geok Yong、1896-1965）は、『南洋商報』社長で、日本占領時代に逮捕されたが、拷問に屈せず協力を拒否し、戦後同紙を復刊した[3]。
- 李玉栄の長男・李有成（Lee Eu Seng）と弟の李茂成（Lee Mau Seng）は『南洋商報』を主宰していたが、1971年に李茂成、1973年に李有成が「中華中心路線をとり、共産主義を宣伝した」容疑で逮捕され、李茂成は1973年にカナダに移住した[3]。
- 南洋大学（英語版）設立に貢献した陳六使（英語版）（Tan Lark Sye）は、陳の族弟で親北京派の人。
- 甥の陳共存（Tan Keong Choon）は中華総商会会頭を務めた。

## 著書
『南僑回憶録』1945年。